# JP el Chamaco
Eduard Jean Pierre Núñez Sánchez (Villa El Salvador, 5 de diciembre de 1991), conocido artísticamente como JP el Chamaco, es un cantante y compositor peruano de reparto. 
Es considerado y apodado como «el Rey del Reparto Peruano», siendo el pionero del género nacido en el Perú. Consiguió la popularidad en los años 2020 al haber interpretado los temas musicales: «Mírame», «Me tienes enfermo» y «Toma que toma».

## Biografía
Nació el 5 de diciembre de 1991 en Villa el Salvador, distrito de la capital Lima; bajo el nombre completo de Eduard Jean Pierre Núñez Sánchez, siendo nieto de inmigrantes arequipeños. Vivió sus primeros años en San Juan de Miraflores bajo el seno de una familia de clase baja, donde comenzaría a trabajar como payaso y más tarde, mostrar su interés en la música, talento heredado por su padre, además de tocar algunos instrumentos musicales como los timbales y el piano.
Emprendió una carrera musical allá por mediados de los 2010s, desempeñándose como vocalista de una orquesta de salsa local. Tras renunciar al conjunto, se lanza como solista bajo el nombre artístico JP el Chamaco en 2019, trasladado en el reparto, género mezclado entre la salsa, timba y urbana originario de Cuba, que inicialmente era desconocido en su país, convirtiéndose en el pionero del género a nivel nacional. En ese año, lanzó su primer LP debut La Veneka, además de lanzar sus siguientes sencillos La Diabla, Lo más pegado de tu zona y Un peruano.
Pero fue hasta el año siguiente, cuando se incursiona en los eventos en privado durante la pandemia de COVID-19, interpretando lo mejor de su repertorio. Más tarde, estrenaría su siguiente material Modo avión en 2022, en cuál logró alcanzar al estrellato y obtener una aceptación en el panorama artístico nacional, además de haber sido intérprete de sus otros temas «Punta del pie», «El tarro» y «Me tienes enfermo». Tras el éxito de su carrera musical, realizó una gira internacional en Cuba y colaboró con la banda Los 4 de Cuba en la otra producción musical «Margarita».
En el año 2023, lanzó su siguiente tema «Mírame» añadiendo nuevos ritmos urbanos y fue invitado a otros programas televisivos locales como Esto es guerra. Seguidamente, en agosto de ese año, estrenó sus otros trabajos Rampanpanpan, que obtuvo éxito en los Estados Unidos y países de Centroamérica, y Toma que toma, siendo viralizado en las redes sociales como TikTok. Núñez fue invitado como telonero de la antesala de los Premios Heat Latin Music, siendo el tercer peruano en participar en el dicho evento, después de los otros intérpretes nacionales Álvaro Rod y Cielo Torres.
En 2024, estrenó su nuevo LP Mi felicidad.[cita requerida] Además, recibió la colaboración de Trebol Clan para su tema «Toma que toma».

## Discografía

### Sencillos
| Año                                                    | Título          | Mejor posicionamiento en listas |
| Año                                                    | Título          | PER Spotify                     |
| Solista                                                | Solista         | Solista                         |
| ------------------------------------------------------ | --------------- | ------------------------------- |
| 2022                                                   | «Mírame»        | 194                             |
| 2023                                                   | «Toma que toma» | 138                             |
| «—» indica que el sencillo no alcanzó posición alguna. |                 |                                 |

### LP
- 2019: La Veneka
- 2020: La Diabla
- 2020: Lo más pegado de tu zona
- 2020: Mame ahí
- 2020: Un peruano
- 2021: Punta del pie
- 2021: Dile que te vas
- 2021: Me tienes enfermo
- 2021: Vive tú
- 2022: Cómo no te voy a querer
- 2022: Cómo no te olvido
- 2022: Chamaco estás pegao
- 2023: Haciendo de to
- 2023: Chamaco estás pegao, vol. 2
- 2023: Un año
- 2023: Rampanpanpan
- 2023: El dolorcito
- 2024: Mi felicidad